# Dennis Kuipers
Dennis Kuipers, (23 de noviembre de 1985, Almelo, Holanda) es un piloto de rally neerlandés que compite en el Campeonato del Mundo de Rally en el equipo M-Sport Ford World Rally Team.
Debutó en el Rally de Alemania de 2008 con un Ford Focus RS WRC. Su mejor resultado fue un quinto puesto en el Rally de Francia de 2011.

## Resultados completos
| Año  | Equipo                            | Vehículo             | 1      | 2       | 3      | 4       | 5       | 6      | 7      | 8      | 9      | 10     | 11    | 12     | 13  | 14  | 15  | Pos. | Puntos |
| ---- | --------------------------------- | -------------------- | ------ | ------- | ------ | ------- | ------- | ------ | ------ | ------ | ------ | ------ | ----- | ------ | --- | --- | --- | ---- | ------ |
| 2008 | Dennis Kuipers                    | Ford Focus RS WRC 06 | MON    | SWE     | MEX    | ARG     | JOR     | ITA    | GRE    | TUR    | FIN    | GER 18 | NZL   | ESP    | FRA | JPN | GBR | -    | 0      |
| 2009 | Ipatec Racing                     | Ford Focus RS WRC 06 | IRL    | NOR     | CYP    | POR Ret | ARG     | ITA    | GRE    | POL    | FIN    | AUS    | ESP   | GBR 16 |     |     |     | -    | 0      |
| 2010 | Ipatec Racing                     | Ford Focus RS WRC 06 | SWE 37 |         |        |         |         |        |        |        |        |        |       |        |     |     |     | 19º  | 2      |
| 2010 | Stobart M-Sport Ford Rally Team   | Ford Fiesta S2000    |        | TUR 9   | POR 19 | BUL 13  | FIN Ret | DEU 24 | FRA 17 | ESP 11 | GBR 16 |        |       |        |     |     |     | 19º  | 2      |
| 2011 | FERM Power Tools World Rally Team | Ford Fiesta RS WRC   | SWE 13 | MEX Ret | POR 10 | JOR 9   | ITA Ret | GRE 10 | FIN 11 | DEU 10 | FRA 5  | ESP 9  | GBR 8 |        |     |     |     | 12º  | 21     |
| 2012 | M-Sport Ford World Rally Team     | Ford Fiesta RS WRC   | MON    | SWE     | MEX    | POR 6   | ARG     | GRE    | NZL    | FIN    | DEU    | GBR    | FRA   | ITA    | ESP |     |     | 13º  | 8      |
| 2013 | Dennis Kuipers                    | Ford Fiesta RS WRC   | MON    | SWE     | MEX    | POR Ret | ARG     | GRE    | ITA    | FIN    | DEU    | AUS    | FRA   | ESP    | GBR |     |     | -    | 0      |
| 2014 | M-Sport World Rally Team          | Ford Fiesta RS WRC   | MON    | SWE     | MEX    | POR     | ARG     | ITA    | POL    | FIN    | DEU 8  | AUS    | FRA   | ESP    | GBR |     |     | 21º  | 4      |